# Hypobarathra repetita
Hypobarathra repetita là một loài bướm đêm trong họ Noctuidae.